# Euproctis rubricosta
Euproctis rubricosta är en fjärilsart som beskrevs av Fawcett 1917. Euproctis rubricosta ingår i släktet Euproctis och familjen tofsspinnare. Inga underarter finns listade i Catalogue of Life.